# Barada (Nebraska)
Pour les articles homonymes, voir Barada.
Barada est un hameau situé dans le comté de Richardson dans l'État du Nebraska aux États-Unis.
Le village fut créé en 1856 par le Métis amérindien et Franco-Américain Antoine Barada près de la rivière Missouri.